# Красно-зелёная коалиция (Дания)
«Единый список — Красно-зелёная коалиция» (дат. Enhedslisten — de rød-grønne) — левая политическая партия в Дании. Придерживается демократических экосоциалистических и антикапиталистических позиций. Созданная как альянс ряда марксистских партий, остаётся самой радикальной из партий левого спектра в Фолькетинге, где она выступает за расширение государства всеобщего благосостояния и социальную справедливость, а также за социалистическое преобразование Дании и всего мира. Партия также принимает активное участие в деятельности различных профсоюзов страны.  Партия заняла первое место на местных выборах 2021 года в городской совет Копенгагена, набрав 24,6% голосов. Буква партийного списка — Ø.  

## История
Коалиция была учреждена в 1989 году тремя организациями — партией «Левые социалисты» (ЛС), Коммунистической партией Дании (КПД) и троцкистской Социалистической рабочей партией (СРП). В 1991 году к Коалиции присоединилась небольшая маоистская Коммунистическая рабочая партия (КРП). Годом ранее на вступление КРП компартией было наложено вето. В 1994 году КРП прекратила своё существование.
Изначально «Единый список» создавался с целью укрепить влияние партий левого крыла, за которые подавалось всё меньше голосов на выборах. Занимая позиции левее Социалистической народной партии, основатели Красно-зелёной коалиции вместе с тем надеялись привлечь в неё «Зелёных», «Общий курс» (популистский, просоветский и крайне евроскептический откол 1986 года от КПД) и Гуманистическую партию, создав широкое прогрессивное движение. 
В 2006 году решение о коллективном вхождении в состав Красно-зелёной коалиции приняли «Международные социалисты», местная секция Международной социалистической тенденции, однако в 2015 году покинули ряды партии. В 2014 году к коалиции также присоединилось новое объединение «Социалисты» (Socialisten), отколовшееся от датской секции Международной марксистской тенденции. В 2023 году КПД, воссоединившись после десятилетий переговоров с отколовшейся ранее Коммунистической партии в Дании, вышла из Красно-зелёной коалиции.

## Современное состояние
В настоящее время Красно-зелёная коалиция функционирует как независимая партия на основе индивидуального членства. Партии-основатели формально не являются членами Коалиции. Коалиция взаимодействует с двумя молодежными организациями: Социалистический молодёжный фронт (SUF, основанный в 2001 году на базе существовавшей с 1992 года организации «Rebel» — Революционная социалистическая молодёжь) и Красно-зелёная молодёжь (Rød-Grøn Ungdom, RGU) подписали соглашение о сотрудничестве с партией в 2001 и 2020 годах соответственно. SUF остаётся независимым от партийных структур, ориентируется на внепарламентскую и революционную деятельность, представляя сторонников широкого спектра взглядов — от демократических социалистов до анархистов.
Красно-зелёные представлены в Фолькетинге с 1994 года, и являются самой левой фракцией парламента. На выборах в Европейский парламент изначально поддерживали евроскептические списки Народное движение против ЕС и Движение Июнь, в которые входили многие активисты партии, а избранные евродепутаты заседали в Левой фракции Европарламента – GUE/NGL. Так, по итогам европейских выборов 2009 года депутатом Европейского парламента стал член СРП и Красно-зелёной коалиции Сёрён Сённергор, баллотировавшийся от Народного движения против ЕС, занял кресло депутата Европарламента. На следующих выборах в Европарламент 2014 года от Народного движения против ЕС вновь была избрана представительница Красно-зелёной коалиции — Рина Ронья Кари. 
Рассматривалась возможность выдвижения независимого списка на выборах 2014 года, но эта идея была отклонена большинством на ежегодном собрании партии. В историческом решении, принятом в мае 2016 года, большинство уже решило напрямую участвовать в выборах в Европарламент. На выборах 2019 года уже непосредственно от Красно-зелёной коалиции в Европарламент избран Николай Виллумсен. Депутатом Европарламента на 2024–2029 годы является Пер Клаузен.
На всеобщих выборах 2005 года Коалиция получила 3,4 % голосов избирателей и 6 из 179 депутатских мест, на выборах 2007 г. — 2,2 % голосов и 4 места. Красно-зелёные до 2011 года не входили в правящую коалицию, но порой вместе с Социалистической народной партией оказывали внешнюю поддержку левоцентристским правительствам социал-демократов.
15 сентября 2011 году на парламентских выборах в Дании победила оппозиционная коалиция («красный блок») из четырёх партий: Социал-демократическая, Социалистическая народная, леволиберальная «Радикальная Венстре» и Красно-зелёный альянс. По предварительным данным, оппозиционному блоку отдали свои голоса 50,3 % избирателей. Красно-зелёные добились значительного успеха на этих выборах, показав наилучший результат за всю историю — 6,7 % голосов избирателей и рост представительства с 4 до 12 депутатов, среди которых два члена троцкистского Четвёртого интернационала. Они поддержали создание левоцентристского правительства социал-демократки Хелле Торнинг-Шмитт, но в кабинет министров не вошли и уже вскоре выступили против неолиберальной налоговой реформы правительства и его соглашения с либерально-консервативной оппозицией, отозвав свою парламентскую поддержку.
На местных выборах 2013 года Красно-зелёный альянс совершил прорыв, получив 6,9 % голосов и проведя в местные советы 119 депутатов — на 105 больше, чем было. В Копенгагене красно-зелёные с 17 % вышли на второе место после социал-демократов. В опросах перед парламентскими выборами 2015 года партии пророчили рост голосов до 12-14 %, особенно за счёт молодых избирателей, но в итоге часть её электората перехватила новая экологическая партия «Альтернатива». Таким образом, список Красно-зелёной коалиции получил почти 8 %, однако и это позволило ей стать четвёртой по значимости парламентской силой Дании.

## Политическая деятельность
Красно-зелёные выступают против более тесной интеграции Дании в Европейский союз, за роспуск блока НАТО, за улучшение положения малоимущих слоёв населения, сокращение рабочей недели до 30 часов и создание новых рабочих мест в государственном и самоуправляющемся секторе. Альянс призывает защитить социальные гарантии, введённые предшествующими социал-демократическими правительствами, и расширить их за счет увеличения взносов с лиц, получающих наибольшие доходы, налоги на спекулятивные доходы, а также за счет отмены государственных субсидий частным фирмам. Красно-зелёные выступают против сокращения расходов на социальные нужды и против приватизации. Важное место в их программе занимает защита окружающей среды. Ещё в 1996 году они преложили в своей энергетической программе, чтобы к 2030 году Дания снабжалась исключительно возобновляемыми источниками энергии, что в итоге стало официальной целью страны.
В области развития демократических свобод они добиваются ограничения полномочий полиции и введения свободного въезда для беженцев из-за рубежа. Партия особо ориентируется на защиту интересов молодёжи, женщин и этнических меньшинств, что в значительной степени предопределяет критерии представительства Красно-зелёной коалиции в избирательных списках. Так, в 2011 году политическим спикером красно-зелёных стала Йоханне Шмидт-Нильсен, 1984 года рождения (перед дебатами накануне парламентских выборов 2007 года лидер Консервативной народной партии поначалу принял за секретаршу и попросил у неё кофе). Неоднозначную реакцию на тех выборах вызвало выдвижение партией кандидатуры Асмаа Абдул-Хамид, верующей мусульманки, отказывающейся снять хиджаб, несмотря на социалистические убеждения. В ответ внутри Красно-зелёной коалиции была организована антирелигиозная сеть, стремящаяся преобразовать партию в строго атеистическую и основанную на материалистических принципах.

## Организация
Политической особенностью партии является то, что в ней, в отличие от остальных парламентских сил Дании, нет единоличного председателя — у неё коллективное руководство, функции которого выполняет Исполнительный комитет из 25 человек. Однако с 2009 года у партии есть политический спикер или докладчик (politisk ordfører), выбранный парламентской группой, которую он или она возглавляет.  Кроме того, член парламента должен отдавать часть своей депутатской зарплаты в партию — так, чтобы годовой доход парламентария был сопоставим с доходом квалифицированного рабочего.
КЗК состоит из регионов (region), регионы из отделений (afdeling), по одному на локальный округ (lokalområde).
Высший орган — годовое собрание (Årsmødet), между годовыми собраниями — главное правление (hovedbestyrelse), высшие органы отделений — общие, или генеральные собрания (generalforsamlingen), между генеральными собраниями — правления отделений (afdelingsbestyrelsen).
Партия является одной из соосновательниц объединения «Европейские антикапиталистические левые». Также взаимодействует с другими международными объединениями, включая Европейский альянс движений, критически относящихся к ЕС (The European Alliance of EU-critical Movements), Новый европейский левый форум (The New European Left Forum) и партию Европейские левые.
В 2010 году численность членов Красно-зелёной коалиции достигла 5111 человек, что на 16,9 % превысило показатель предыдущего года. К 2012 году её численность почти удвоилась и достигла 9385 членов, с тех пор держась примерно на том же уровне.
Среди электората партии преобладают женщины: согласно исследованию Каспера Мёллера Хансена в 2020 году, их удельный вес составляет 58%. По тем же данным, 41% избирателей партии имели высшее образование, 24% — профессиональное образование. Почти по четверти приходилось на студентов и пенсионеров. Красно-зеленый альянс, как правило, пользуется поддержкой в крупных городских районах, особенно в муниципалитете Копенгагена. Так, на парламентских выборах 2022 года он стал крупнейшей партией в 4 столичных округах. Партия гораздо слабее позиционировалась в сельских районах Дании, получив всего 2,9% голосов за пределами муниципалитетов трёх крупнейших городов. 

## Участие в выборах
| Выборы                      | Количество голосов | Процент голосов | Количество мандатов |
| --------------------------- | ------------------ | --------------- | ------------------- |
| Парламентские выборы (1990) | 54 038             | 1,7 %           | 0                   |
| Парламентские выборы (1994) | 104 701            | 3,1 %           | 6                   |
| Парламентские выборы (1998) | 91 933             | 2,7 %           | 5                   |
| Парламентские выборы (2001) | 82 685             | 2,4 %           | 4                   |
| Парламентские выборы (2005) | 111 394            | 3,4 %           | 6                   |
| Парламентские выборы (2007) | 74 982             | 2,2 %           | 4                   |
| Парламентские выборы (2011) | 236 860            | 6,7 %           | 12                  |
| Парламентские выборы (2015) | 274 463            | 7,8 %           | 14                  |
| Парламентские выборы (2019) | 244 664            | 6,9 %           | 13                  |
| Парламентские выборы (2022) | 181 452            | 5,1 %           | 9                   |